# Atelophleps tridesma
Atelophleps tridesma är en fjärilsart som beskrevs av Turner 1940. Atelophleps tridesma ingår i släktet Atelophleps och familjen björnspinnare. Inga underarter finns listade i Catalogue of Life.